# Dipendenza affettiva
La dipendenza affettiva è un tipo di dipendenza relativa al comportamento. Nel Dizionario di psicologia di Umberto Galimberti, è definita come 
()

## Storia del concetto
Il termine dipendenza affettiva è la traduzione dell'inglese love addiction ed è stato introdotto in Italia negli anni ottanta a seguito della traduzione del libro di Robin Norwood Donne che amano troppo.

## Tipologia
Esistono diversi tipi di dipendenza affettiva, che dipendono dal tipo di personalità dei due partner.

### Narcisismo
La persona narcisista tipicamente instaura una relazione di dipendenza ricorrendo a strategie seduttive e manipolatorie, fino ad arrivare alla violenza nei casi più gravi. Un tipo caratteristico di dipendenza affettiva è quella che segue le tre fasi "love bombing", "gaslighting" e abbandono:
- 1. love bombing ("bombardamento d'amore"): fase di corteggiamento in cui la persona narcisista brucia le tappe, per esempio proponendo un matrimonio dopo pochi giorni di conoscenza reciproca;
- 2. isolamento, gaslighting e "triangolazione": la persona impone al partner un progressivo isolamento da amici e famigliari come condizione per mantenere viva la relazione con lei/lui[7]. Nello stesso tempo inizia ad avere comportamenti abusanti: può svalutare, sminuire, ridicolizzare, picchiare il partner. In qualche caso, può farsi vedere in atteggiamenti poco consoni con altre donne/altri uomini (triangolazione), per poi accusare il partner di "inventarsi" le cose (gaslighting);
- 3. abbandono: la persona narcisista abbandona il partner quando questi ha perso completamente la sua autostima ed è diventato poco interessante; la sostituisce quindi rapidamente con qualcun altro. Se però il partner ha un sussulto di autostima e decide di interrompere la relazione, allora può ricominciare il ciclo daccapo con un corteggiamento serrato.

### Codipendenza
La codipendenza è un tipo di dipendenza affettiva dove una persona non riesce a prendersi cura di sé stessa e cerca di cambiare o salvare le persone attorno a sé.
La tendenza a farsi carico di un'altra persona si instaura con ogni probabilità nell'infanzia, a causa di una relazione disfunzionale con uno o entrambi i genitori. Con il tempo, la persona ha imparato a pensare di non avere valore per sé stessa e a mettere avanti le esigenze degli altri anziché le proprie. Diventa così una facile preda della manipolazione affettiva. La persona codipendente è particolarmente "attratta" dalle personalità narcisiste: i codipendenti di un narcisista vengono anche chiamati "co-narcisisti".
Un segno importante di un comportamento codipendente si ha quando la persona accetta comportamenti aggressivi, manipolatori e abusanti da parte del partner, pur di mantenere in piedi la relazione. Il codipendente può anche provare rabbia o tristezza per questi comportamenti, tuttavia non rompe la relazione e diventa colluso con il partner abusante. Nei casi più gravi può mettere a rischio la sua sicurezza e la sua vita.

## Maltrattamento e violenza
Spesso il fenomeno della dipendenza affettiva è associato a forme di maltrattamento: questo può essere fisico, psicologico, economico o sessuale, o tutte e quattro insieme. Si osserva in queste dinamiche il cosiddetto ciclo dell'abuso. Quando il narcisista vede messo a rischio il legame simbiotico che desidera con l'altra persona, può ricorrere alla manipolazione e nei casi più gravi alla violenza. Alcuni casi di omicidio e soprattutto di omicidio-suicidio sono direttamente collegati a dinamiche di dipendenza affettiva.
Nelle dinamiche di coppia, la prospettiva cross-culturale è importante, perché più la vittima del maltrattamento è socialmente isolata, meno ha possibilità di uscire dalla relazione tossica: questo significa per esempio che per una donna il fatto di non lavorare fuori casa, di non poter uscire di casa ecc. sono altrettanti fattori che la espongono al rischio di violenza domestica. Invece il fatto di avere dei figli potrebbe diventare un fattore di protezione rispetto all'isolamento, in quanto la donna è comunque in situazione di entrare in contatto con gli insegnanti, gli altri genitori ecc.; al tempo stesso, in caso di separazione avvenuta, i figli possono diventare un terreno fertile per mantenere in piedi la relazione anche quando uno dei due vorrebbe lasciare l'altro.
La dipendenza affettiva non si instaura solo in una coppia, ma può caratterizzare anche il legame fra genitori e figli. Salvador Minuchin ha parlato di invischiamento famigliare per indicare una tendenza a occuparsi "troppo" gli uni degli altri e dove i confini tra i membri sono confusi.
(Fëdor Michailovic Dostoevskij, "I fratelli Karamazov")

## Pet addiction
La pet addiction, o dipendenza affettiva dagli animali domestici, è una condizione caratterizzata da un attaccamento eccessivo verso il proprio animale, in particolare cani e gatti. Questa forma di dipendenza può manifestarsi attraverso un forte bisogno di compagnia, affetto e supporto emotivo, similmente a quanto avviene in altre relazioni affettive, come quelle romantiche o familiari.
Le cause della pet addiction sono molteplici e spesso interconnesse. Tra i fattori principali vi sono:
- Senso di solitudine o abbandono: L'assenza di supporto sociale può portare a un attaccamento eccessivo verso un animale.
- Eventi luttuosi: La perdita di persone care, cambiamenti problematici o la perdita del lavoro possono intensificare il bisogno di un legame affettivo con un animale.
- Mancanza di fiducia negli esseri umani: Esperienze negative in relazioni interpersonali possono spingere a cercare conforto esclusivamente negli animali.

I sintomi della pet addiction possono includere:
- Incapacità di allontanarsi dall'animale, anche per brevi periodi.
- Elevata ansia o tensione in assenza dell'animale.
- Condivisione del letto e del tempo in modo costante con l'animale.
- Preoccupazione e ansia riguardo al benessere dell'animale.
- Risposta immediata a segnali di disagio da parte dell'animale.

Sebbene l'affetto verso un animale domestico possa essere profondo e sincero, un attaccamento eccessivo può compromettere la qualità della relazione. Quando il legame diventa simbiotico e asservente, si rischia di perdere la libertà e la funzionalità nella relazione. Questo non solo influisce negativamente sul benessere psicologico dell'individuo, ma può anche avere ripercussioni sul comportamento e sull'emozione dell'animale stesso, creando un ciclo di dipendenza che mina la salute e l'equilibrio di entrambi.